# الهداية (كتاب)

صورة لغلاف كتاب الهداية

الهداية هو كتاب فقه شيعي من كتب الشيخ الصدوق والكتاب الوحيد الذي كان يذكره ابن النديم من بين جميع مؤلفات الشيخ الصدوق، هو اسم الكتاب كما ذكره مؤلفه في كتاب المعتقدات الذي هو من تأليفه أيضا مما يدل على أن هذا الكتاب قد سبق المعتقدات تأليفا، اهتم الفقهاء والكتاب كثيرا بهذا الكتاب الذي دونت الفروع فيه والأصول فكانوا يتلقون بعض عبارات الشيخ الصدوق كتلقيهم للحديث وذلك لكون العلماء القدماء في كتبهم الفقهية عند تبيين الأحكام كانوا ينقلون بعضا من الحديث ثم يزيدون عليه نصوصهم الفقهية كما هو الحال في هذا الكتاب.

## المكانة العلمية
يعد هذا الكتاب من أشهر الذخائر الفقهية والروائية للإمامية وتعد الشهرة الواسعة لهذا الكتاب خلال القرون الماضية ومقامه الرفيع في كتب الفهارس والرجال والمراكز الحوزوية العلمية والدينية وانتسابه إلى الشيخ الصدوق من أبرز سمات هذا الكتاب، وكان للفقهاء الكبار اهتمام خاص بهذا الكتاب فاسندو إليه ونقلوا منه كما في كتاب كشف اللثام ، الحدائق الناظرة ، رياض المسالك، مستند الشيعة ، بحار الأنوار ، جواهر الكلام.

## تأريخ النشر
طبع هذا الكتاب لأول مرة ضمن كتاب الجوامع الفقهية في سنة 1276 قمري  ، وطبع بعد ذلك في إيران سنة 1377 قمري وفي بيروت سنة 1414 قمري مع كتاب المقنع.

## المخطوطات
أشير في كتاب الذريعة إلى سبع نسخ مخطوطة من هذا الكتاب هي:
- نسخة في خزانة الصدر وهي ناقصة إلى أواخرالحج.
- نسخه عند السيد أبي القاسم الأصفهاني في النجف، وهي إلى الميراث.
- نسخة الميرزا محمد علي الأردوبادي.
- نسخة عند هادي كاشف الغطاء.
- نسخة عنوانها هداية المتعلمين في مكتبة مدرسة البروجردي وهي بخط تاج الدين حسين بن عوض شاه الكاشاني فرغ منها الثلاثاء 1 رجب 687 وهي إلى آخر الميراث.
- نسخه في مكتبة راجه فيض‌آبادي.
- نسخة طبعت ضمن الجوامع الفقهية سنة 1276 قمري، 252 ميلادي.[11]

وفي كتاب مقدمة لفقه شيعة تمت الإشارة إلى إحدى عشرة نسخة أهمها مخطوطة مدرسة البروجردي في سنة 687 قمري ومخطوطة لوس آنجلس في سنة 776 قمري.

## هيكلية الكتاب
- باب ما يجب أن يعتقد في التوحيد؛ يبتدأ الكتاب ببيان وجوب الاعتقاد بوحدانية الله وصفاته وكيفية معرفته واعتقاد الشيعة بصفاته، وتوضيح وتفسير بعض آيات القرآن من نظير «وَسِعَ كُرْسِيُّهُ الْسَّمَوَاتِ وَالأَرْضِ»، «وَأَنَّ إِلَى رَبِّكَ الْمُنتَهَى» ويسعى لإبعاد الشيعة عن التجسيم.
- باب‌ النبوة؛ يذكر المؤلف أسماء الأنبياء أولو العزم ويؤكد على كون نبي الإسلام محمد سيدهم وكبيرهم ويعتقد أن أفضل من محمد لم يخلق وأن النبوة تأتي بالمرحلة الثانية، بعد التوحيد.
- باب‌ الإمامة؛ يبين أن الإمامة حق كالنبوة والتوحيد، وأن منكرها منكرا للنبوة ومنكر النبوة منكرا للتوحيد، وأن الله جعل لكل نبي إمام يتم تعينه وتنصيبه من قبل الله، والدليل الذي يثبت وجوب إطاعة النبي هو ذاته يثبت وجوب إطاعة الإمام، ويتمتع الإمام بنفس فضائل النبي ما عدا النبوة.
- باب معرفة الأئمة الذين هم حجج الله؛ وفيه تعداد أسماء اثنى عشر إمام وصفاتهم مثل أولو الأمر الذين فرض الله طاعتهم، شهداء على الناس، المطهرين من الرجس حسب اعتقاد المسلمين الشيعة.
- باب‌ التقية؛ يعتقد المؤلف بوجوب التقية في ظل الحكومة الظالمة ومن يتخلف عنها فقد خالف مذهب الإمامية وتاركها كتارك الصلاة بعد ذلك يشير إلى لوازم وشرائط التقية.
- باب‌ الإسلام والإيمان؛ يوضح المؤلف أن الإسلام هو نطق الشهادتين باللسان، والإيمان يكون بالقلب، والعمل الصالح بالأعضاء، وعليه فإن كل مؤمن مسلم ولكن ليس كل مسلم مؤمن، ثم يستدل بالآيات القرآنية على بيان الفرق بين الإيمان والإسلام.
- باب‌ الأمر بالمعروف والنهي عن‌المنكر؛ المنكر، مايجدر بالعبد إنكاره بالقلب واللسان واليد.
- باب‌ الجهاد في سبيل‌الله؛ الجهاد هوفريضة واجبة من قبل الله مع الإمام العادل وأكبر الجهاد هو جهاد النفس مع العاصي.
- باب‌ الدعائم التي بني‌الإسلام عليها؛ يتطرق فيه إلى الصلاة، الصوم، الزكاة، الحج والولاية وهذه هي الدعائم التي بني عليها الدين ومن تعمد تركها فقد كفر.
- باب‌ النية؛ ويشير إلى قول نبي الإسلام محمد «الأعمال بالنيات» وما روي أيضا بأن نية المؤمن أفضل من عمله.[1]